# Santa Rita (Montana)
Santa Rita es un lugar designado por el censo ubicado en el condado de Glacier en el estado estadounidense de Montana. En el Censo de 2010 tenía una población de 113 habitantes y una densidad poblacional de 13,65 personas por km².

## Geografía
Santa Rita se encuentra ubicado en las coordenadas 48°41′52″N 112°19′2″O / 48.69778, -112.31722. Según la Oficina del Censo de los Estados Unidos, Santa Rita tiene una superficie total de 8.28 km², de la cual 8.28 km² corresponden a tierra firme y (0%) 0 km² es agua.

## Demografía
Según el censo de 2010, había 113 personas residiendo en Santa Rita. La densidad de población era de 13,65 hab./km². De los 113 habitantes, Santa Rita estaba compuesto por el 84.07% blancos, el 0% eran afroamericanos, el 13.27% eran amerindios, el 0% eran asiáticos, el 0% eran isleños del Pacífico, el 0% eran de otras razas y el 2.65% pertenecían a dos o más razas. Del total de la población el 0% eran hispanos o latinos de cualquier raza.